# Lybiidae

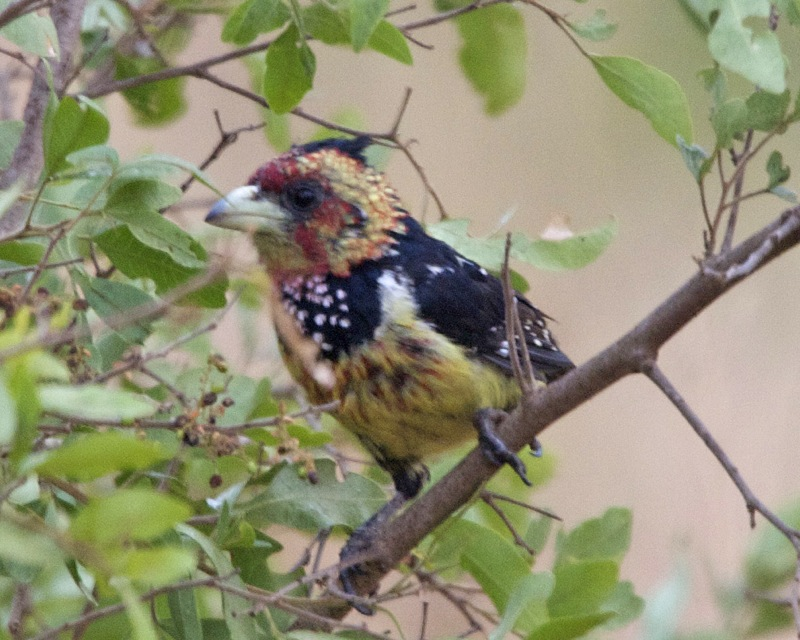
tarajos gyöngymadár (Trachyphonus vaillantii)

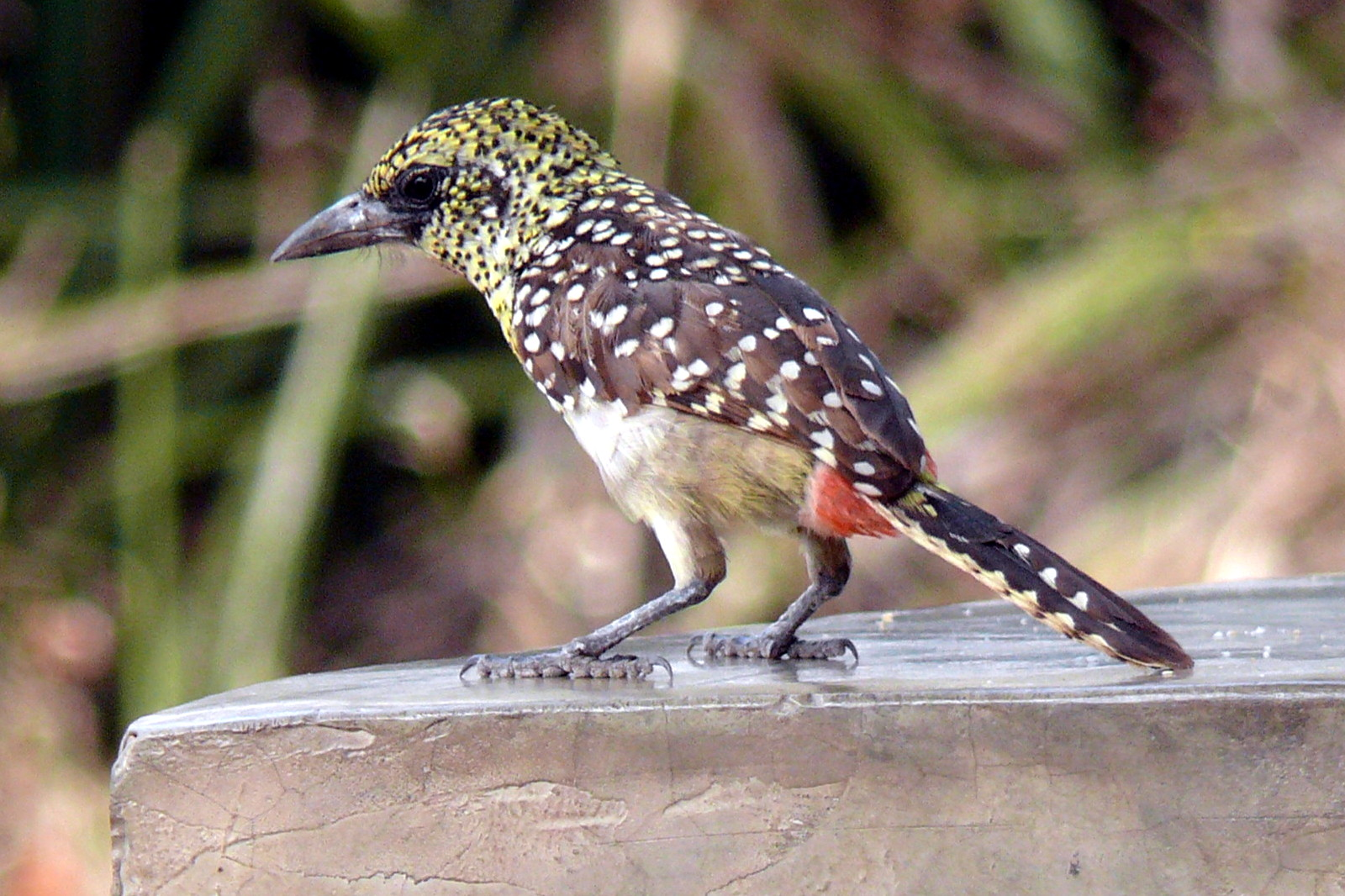
füles gyöngymadár (Trachyphonus darnaudii)

A Lybiidae a madarak (Aves) osztályába és a harkályalakúak (Piciformes) rendjébe tartozó család, melyet korábban alcsaládi szinten, a tukánfélék (Ramphastidae) közé soroltak, Lybiinae név alatt.
Ebbe a családba jelenleg 42 élő faj tartozik.

## Tudnivalók
A Lybiidae-fajok afrikai elterjedésűek; a Szaharától délre, egészen Dél-Afrikáig találhatók meg. A Trachyphoninae-fajok főleg a nyíltabb térségeket, míg a Lybiinae-fajok a fák lombkoronáit kedvelik. Általában magányos madarak. Rovarokkal és gyümölcsökkel táplálkoznak. 20-25 centiméter hosszúak, nagy fejjel és vastag csőrrel. A csőr tövén kemény szőrszerű tollak ülnek.

## Rendszerezés
A családba az alábbi 2 alcsalád és 7 nem tartozik:
- Lybiinae
  - Buccanodon G.R. Gray, 1855 – 1 faj
  - Gymnobucco Bonaparte, 1850 – 4 faj
  - Lybius Hermann, 1783 – 12 faj; típusnem
  - Pogoniulus Lafresnaye, 1842 – 10 faj
  - Stactolaema C. H. T. Marshall & G. F. L. Marshall, 1870 – 4 faj
  - Tricholaema Verreaux & Verreaux, 1855 - 6 faj

- Trachyphoninae
  - Trachyphonus Ranzani, 1821 – 5 faj

Európában, főleg Franciaországban és Ausztriában a kutatók rábukkantak néhány miocén kori fosszíliára, melyeket első ránézésre ebbe a családba helyeznének; azonban az is meglehet, hogy a rokon ázsiai Megalaimidae madárcsaládba tartoznak.

### Fordítás
- Ez a szócikk részben vagy egészben  a   Lybiidae című angol Wikipédia-szócikk ezen változatának fordításán alapul.  Az eredeti cikk szerkesztőit annak laptörténete sorolja fel. Ez a jelzés csupán a megfogalmazás eredetét és a szerzői jogokat jelzi, nem szolgál a cikkben szereplő információk forrásmegjelöléseként.